# Reteh-qabet
Reteh-qabet (in anderen Publikationen teilweise auch Reteh-Kabet) bezeichnet in der ägyptischen Mythologie und Astronomie die Begrenzung des Himmels. Die Bedeutung „Das die Brust zurückdrängt“ ist mit dem Atmungsvorgang zu vergleichen und bezieht sich speziell auf die Atmung kurz vor der Geburt beziehungsweise kurz vor dem Tod. Der damit verbundene Eintritt in die Sereq-hetit bedeutet „Beginn des Lebens“, während der Eintritt in die Keku-semau den bevorstehenden Tod bedeutet.

## Hintergrund

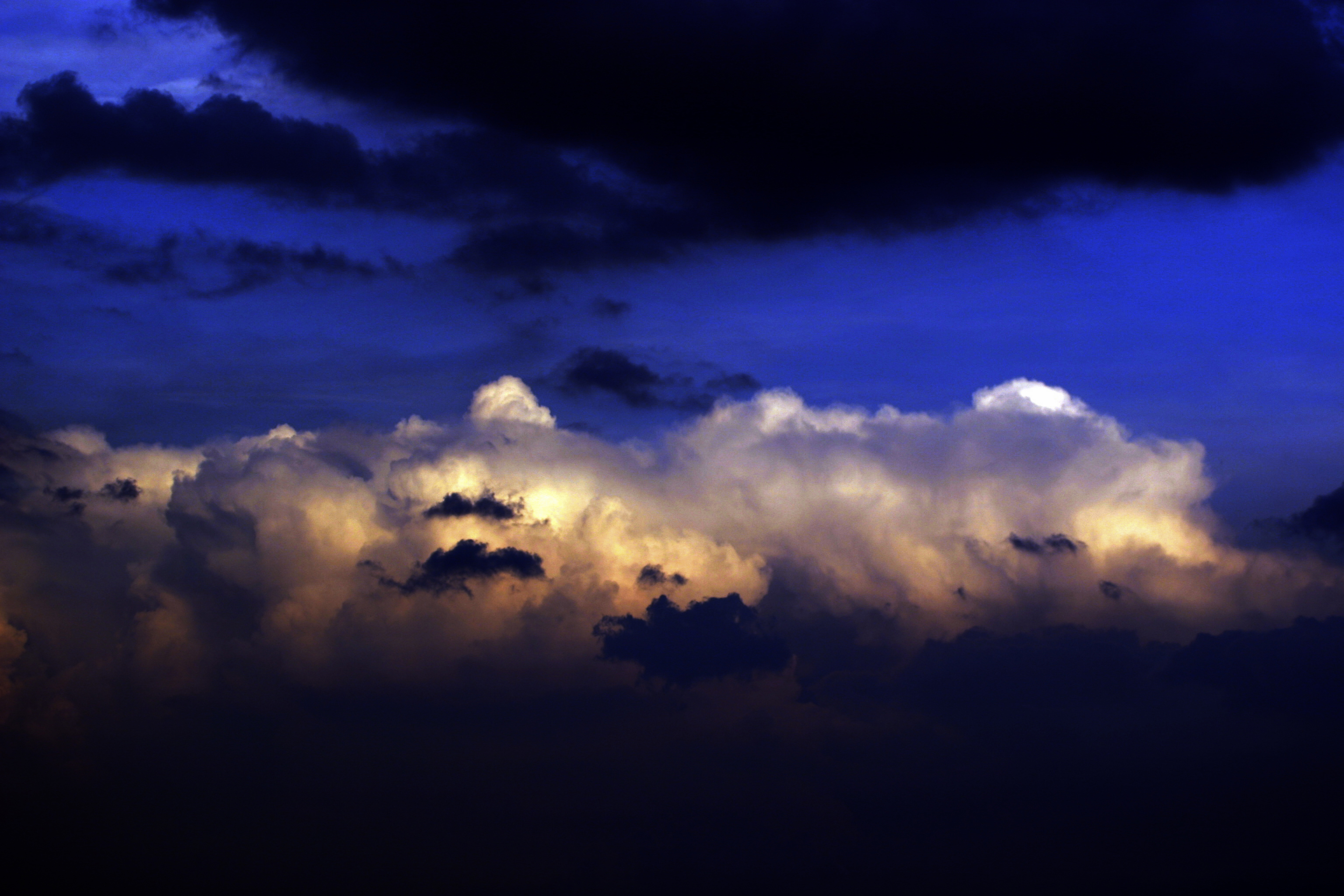
Reteh-qabet als Randzone des Himmels

Die Reteh-qabet ist der Beginn einer Region der absoluten Finsternis, die als Randzone des Himmels und als „Rücken der Nut“ verstanden wird. Es ist der Übergangsbereich zur Keku-semau, der Ur-Finsternis, die auch als Oberseite des Himmels gilt.
Im Nutbuch wird die Reteh-qabet als Region beschrieben, „in der Re niemals aufgeht“. Sie gilt als Begrenzung der vier Himmelsrichtungen, die gleichzeitig im Urgewässer Nun liegen und außerhalb der Reteh-qabet ihre Bedeutung verlieren, da es „der Ort ohne Richtungen ist“.
Die mythologischen Vorstellungen der Ägypter kommen der modernen Auffassung des Weltalls sehr nahe, die besagen, dass dort die altbekannten Dimensionen der Erde, mit der Eingrenzung auf die drei Dimensionen Länge, Breite und Höhe, ihre alleinige Gültigkeitsdefinition verloren haben.